# 1369

## Události
- Tamerlán svrhnul chána Čagatajské říše
- dostavěna Bastila v Paříži
- v českých zemích „menší“ morová epidemie až do roku 1371
- první písemná zmínka o východočeské obci Stará Voda a Hněvčeves

## Narození
- 20. června – Petr Lucemburský, kardinál († 1387)
- 28. května – Muzzio Attendolo Sforza, italský kondotiér a zakladatel dynastie Sforzů († 1424)
- Pippo z Ozory, italský válečník, kondotiér († 1426)

## Úmrtí
Česko
- 24. června – Jošt I. z Rožmberka, šlechtic (* ?)
- 8. prosince – Konrád Waldhauser, kněz (* 1326)
- Ješek z Kravař, šlechtic (* ?)

Svět
- 16. ledna – Petr I. Kyperský, král Kypru (* 1328)
- 23. března – Petr I., král Kastilie a Leónu, a Galicie (* 1334)
- 9. srpna – Čchang Jü-čchun, čínský generál (* 1330)
- 15. srpna – Filipa z Hainaultu, anglická královna jako manželka Eduarda III. (* asi 1314)
- 3. října – Markéta Pyskatá, tyrolská hraběnka, dcera Jindřicha Korutanského (* 1319)
- 13. listopadu – Tomáš Beauchamp, 11. hrabě z Warwicku (* 1313/1314)
- 31. prosince – John Chandoz, anglický válečník (* ?)
- Mikuláš z Autrecourtu, francouzský teolog a filosof (* ?)
- Amadeus IV. ze Ženevy, ženevský hrabě (* ?)

## Hlavy států
- České království – Karel IV.
- Moravské markrabství – Jan Jindřich
- Svatá říše římská – Karel IV.
- Papež – Urban V.
- Anglické království – Eduard III.
- Byzantská říše – Jan V. Palaiologos
- Dánsko – Valdemar IV.
- Francouzské království – Karel V.
- Kastilie – Pedro I. Kastilský – Jindřich II.
- Lucemburské vévodství – Václav Lucemburský
- Norsko – Haakon VI. Magnusson
- Osmanská říše – Murad I.
- Polské království – Kazimír III.
- Portugalsko – Ferdinand I.
- Švédsko – Albrecht Meklenburský
- Uherské království – Ludvík I.